# Pablo Rojas Guardia
Pablo Rojas Guardia (Caracas, 1909 - 1978) fue un escritor y periodista venezolano.
Rojas Guardia cursó estudios de derecho en la Universidad Central de Venezuela. A partir de 1926 comenzó a trabajar en periódicos y semanarios tales como: El Heraldo, Elite, El Pueblo y Semanario Caribe. 
Por sus ideas políticas contrarias al dictador Juan Vicente Gómez estuvo encarcelado en dos oportunidades. Rojas Guardia abrevó en las nuevas corrientes literarias. En 1931 publica su primera obra titulada Poemas sonámbulos.
En 1939 es parte del núcleo de escritores que fundan el destacado grupo literario Viernes, de tono vanguardista.

## Obras
- Poemas sonámbulos (1931),
- Acero, Signo [Poemas visuales]
- Desnuda intimidad (1937),
- Trópico lacerado (1945),
- La voz inacabada (1960),
- Poesías (1962),
- Enigma de la luz tropical (1963),
- Algo del mar y del pan caliente (1968),
- El rostro de la patria (1968),
- La realidad mágica (1969).